# Елизаров, Анатолий Георгиевич
Анатолий Георгиевич Елизаров (7 августа 1951, Курган — июль 1999, Москва) — советский футболист, вратарь. Мастер спорта СССР.

## Биография
Родился 7 августа 1951 года в городе Кургане. В 15 лет заиграл за курганский клуб «Зауралец». В 1972 году перешёл в «Торпедо» Москва. Поначалу не попадал в основной состав. Но через год из «Торпедо» ушли три вратаря, и Елизаров стал основным вратарем клуба. Позже перешёл в воронежский «Факел». 2 мая 1978 года в матче против «Балтики» Елизаров, отбивая удар соперника, забил мяч в противоположные ворота, защищаемые Геннадием Кахиани Играл за «Знамя Труда» (Орехово-Зуево).
В 1990-е годы занимался криминальной деятельностью. 17 июля или 23 июля 1999 года был убит сотрудниками милиции при допросе в одном из СИЗО г. Москвы. Похоронен на Николо-Архангельском кладбище города Москвы.

## Достижения

### Клубные
- Обладатель Кубка РСФСР: 1977
- Чемпион VII Спартакиады народов РСФСР: 1978

### Личные
- Мастер спорта СССР: 1974

## Статистика
| Год  | Команда           | Турнир                            | Место | Игра | Голы |
| ---- | ----------------- | --------------------------------- | ----- | ---- | ---- |
| 1971 | Зауралец (Курган) | Вторая лига СССР, 6 зона          | 19    | 21   |      |
| 1972 | Торпедо (Москва)  | Высшая лига СССР                  | 9     |      |      |
| 1973 | Торпедо (Москва)  | Высшая лига СССР                  | 13    |      |      |
| 1974 | Торпедо (Москва)  | Высшая лига СССР                  | 4     | 22   | -22  |
| 1975 | Торпедо (Москва)  | Высшая лига СССР                  | 4     | 30   | -30  |
| 1976 | Торпедо (Москва)  | Высшая лига СССР, Весна           | 12    | 12   | -15  |
| 1976 | Торпедо (Москва)  | Высшая лига СССР, Осень           | 1     |      |      |
| 1977 | Нистру (Кишинёв)  | Первая лига СССР                  | 11    |      |      |
| 1977 | Факел (Воронеж)   | Вторая лига СССР, 3 зона          | 2     | 28   |      |
| 1978 | Факел (Воронеж)   | Вторая лига СССР, 1 зона          | 1     | 27   | 1    |
| 1978 | Факел (Воронеж)   | Вторая лига СССР, Финал           | 2     | 1    |      |
| 1980 | Знамя Труда       | Вторая лига СССР, 1 зона          | 2     |      |      |
| 1980 | Знамя Труда       | Вторая лига СССР, Полуфинал РСФСР | 3     |      |      |
| 1981 | Знамя Труда       | Вторая лига СССР, 1 зона          | 2     | 31   |      |
| 1982 | Знамя Труда       | Вторая лига СССР, 1 зона          | 2     | 30   | -8   |
| 1984 | Знамя Труда       | Вторая лига СССР, 1 зона          | 4     | 7    |      |